# Athelopsis colombiensis
Athelopsis colombiensis är en svampart som beskrevs av Hjortstam & Ryvarden 2001. Athelopsis colombiensis ingår i släktet Athelopsis och familjen Atheliaceae.   Inga underarter finns listade i Catalogue of Life.